# Fever (Balthazar)
Fever is het vierde studioalbum van de Belgische band Balthazar. De plaat werd door de Belgische platenmaatschappij PIAS uitgebracht op 25 januari 2019. Fever is het eerste album van Balthazar dat verscheen nadat zowel Maarten Devoldere (Warhaus) als Jinte Deprez (J. Bernardt) als Simon Casier (Zimmerman) solo gingen. Volgens de groep is het lichtvoetiger, speelser en extraverter dan de vorige platen Thin Walls en Rats. Het laat zich kenmerken door afrobeats en vette baslijnen, alsook door de typische strijkers. Het eerste nummer, dat tevens de titeltrack vormt, verscheen in 2018, haalde een hoge positie in De Afrekening en de Ultratop 50. 

## Artwork
De hoesfoto van Fever is genomen uit het magazine National Geographic. Het toont wilde Afrikaanse honden. Een bedreigde soort die vooral te vinden is in het zuiden en zuidoosten van het continent. ‘We vonden die opstelling wel grappig. Ze zien eruit als een rockgroep. Met vooraan de leadzanger die in de lens kijkt. En achteraan links de drummer die in de verte staart.’ De albumhoes leverde de band een MIA-nominatie op voor Beste artwork. Ook werd de band genomineerd in de categorie Beste album. Ze wisten de award niet mee te nemen voor de vierde keer.
Het album piekte twee weken op 1 in de Ultratop 200 Albums en kreeg vervolgens Goud in België. Daarmee werd Fever het derde Balthazar-album dat deze prestatie behaalde.

## Tracklist
Alle nummers werden geschreven door bandleden Maarten Devoldere en Jinte Deprez.
1. Fever
2. Changes
3. Wrong Faces
4. Whatcu Doin'
5. Phone Number
6. Entertainment
7. I'm Never Gonna Let You Down Again
8. Grapefruit
9. Wrong Vibration
10. Rollercoaster
11. You're So Real